# HH-tunnelen
|  | Denne artikel beskriver en fremtidig begivenhed Denne artikel eller sektion handler om planlagt eller forventet fremtidig begivenhed. Der kan forekomme spekulativ information, og indholdet kan ændres dramatisk når begivenheden nærmer sig og mere information bliver tilgængelig. |

HH-tunnelen (også kaldet Helsingtunnelen) er en foreslået tunnel under Øresund mellem Helsingør og Helsingborg.
I Danmark er der på statsligt niveau ingen konkrete planer for forbindelsen, mens den i Sverige indgår i flere planlægningsarbejder fx i deres højhastighedsredegørelse. I 2010 har en række lokale myndigheder fået konkretiseret mulighederne yderligere:
Endnu har man ikke lagt sig fast på én bestemt linjeføring. Ifølge forslaget til de regionale parter i 2010, kan en skitse til en mulig forbindelse være:
- En jernbaneforbindelse med 2 spor til persontog imellem Helsingør Station og Helsingborgs centralstation ("Knutpunkten").
- En jernbaneforbindelse med 1 spor til godstog syd for byerne, samt en tunnel til en motorvej mellem Snekkersten og Ramlösa

Alternativer kan være broer enten nord eller syd for byerne.
I Sverige skal jernbanen have forbindelse til Västkustbanan, Knutpunkten og Helsingborgs godsbanegård, hvilket giver en række pladsmæssige udfordringer. Desuden problematiseres projektet af, at man på svenske jernbaner har venstrekørsel, hvor man i Danmark har højrekørsel. Den planlagte Södertunneln i Helsingborg projekteres til at kunne opnå forbindelse til en eventuel fremtidig HH-tunnel.
På dansk jord overvejer man at lade tunnelen til persontog gå under Helsingør Station og komme op syd for stationen. Den sydlige forbindelse til godstog og motortrafik vil have en linjeføring, der går imellem Snekkersten og Espergærde og vil blive forbundet det danske bane- og motorvejsnet ved Mørdrup. Som en forudsætning for HH-forbindelsen skal der anlægges en motorvej – Ring 5 – og en jernbane i en transportkorridor fra Helsingør over Måløv og Høje Taastrup til vest for Køge, der er reserveret i den danske planlægning. En analyse af behovet for Ring 5, vil blive afsluttet i efteråret 2013. Til højhastighedstog fra Sverige er det foreslået i bl.a. i den svenske højhastighedsredegørelse, at bygge en bane langs Helsingørmotorvejen – men den mulighed indgår ikke i den danske planlægning.
Det er ikke vedtaget at anlægge HH-tunnelen, men der er politisk støtte til tanken i både Sverige og Danmark, hvilket senest har udmøntet i en beslutning om at nedsætte en dansk-svensk arbejdsgruppe.
Ideen om en fast forbindelse støttes bl.a. af HH-gruppen, der er et netværk af erhvervsliv, organisationer og offentlige aktører. I 2016 udfærdigede Helsingborgs kommun endnu en rapport der anbefaler tunnelen.
Den 27. maj 2013 mødtes den danske transportminister Henrik Dam Kristensen med den svenske infrastrukturminister i Stockholm, Sverige.
I 2021 offentliggjorde Vejdirektoratet, Trafik-, Bygge- og Boligstyrelsen og den svenske styrelse Trafikverket en strategisk analyse om forbindelsen. I denne anslog man at anlægsomkostningerne til en separat bane- og vejtunnel ville ende på omkring 42 mia. kr., og kræve 14 mia. kr. i tilskud. 

## Kritik
Ifølge Danmarks Naturfredningsforening vil en fast HH-forbindelse imidlertid ikke kunne styrke Nordsjællands erhvervsudvikling, idet den vil gå uden om Helsingørs erhvervsområder og tillige fortsætte uden om både Gilleleje, Frederiksværk, Frederikssund, Helsinge og Hillerød, (dette gælder også for M5-motorvejsforbindelsen, hvis den bygges). Forbindelsen vil heller ikke få nogen betydning for biltrafikken på Øresundsbroen, idet HH-forbindelsen allerede i dag - trods færgefartens ekspeditionstid - er kortere og hurtigere for hele Midt- og Nordsverige. Derimod vil de ansatte ved færgefarten miste deres arbejde.
Det kan forudses, at forbindelsen vil berøve enten indbyggerne i Helsingør eller i Snekkersten og Espergærde dele af deres friarealer og dermed bidrage til byernes forslumning. Danmarks Naturfredningsforening virkede i 1970-erne og senere aktivt for, at "Færgevejskorridoren" skulle udgå som areal til trafikformål og i stedet sikres til fritidsformål.